# Pseudopostega microacris
Pseudopostega microacris là một loài bướm đêm thuộc họ Opostegidae. Nó là loài duy nhất được tìm thấy ở đông bắc Costa Rica in lowland rainforest from 50 to 500 mét elevation.
Chiều dài cánh trước là 2.2-2.4 mm. Adults are mostly white. Con trưởng thành bay vào tháng 1 và từ tháng 10 đến tháng 11.